# Planckdensitet
Planckdensitet, betecknat {\displaystyle \rho _{\text{P}}}, är en densitetsenhet och en av de härledda Planckenheterna, ett måttenhetssystem som bygger på naturliga enheter. Planckdensitet definieras som:
{\displaystyle \rho _{\text{P}}={\frac {m_{\text{P}}}{l_{\text{P}}^{3}}}={\frac {\hbar t_{\text{P}}}{l_{\text{P}}^{5}}}={\frac {c^{5}}{\hbar G^{2}}}}
där {\displaystyle G} är gravitationskonstanten, {\displaystyle \hbar } Diracs konstant och {\displaystyle c} ljusets hastighet i vakuum.
Dess värde är ungefär 5,15500 × 1096 kg/m3.